# Casa de la Comanda (Horta de Sant Joan)
|  | Per a altres significats, vegeu «Casa de la Comanda». |

Casa de la Comanda és un edifici del municipi d'Horta de Sant Joan (Terra Alta) declarada bé cultural d'interès nacional.

## Descripció
És un casal fortificat dins el nucli de la població d'estil renaixentista. Consta de planta baixa i dos pisos, amb coberta a dues aigües. A la planta baixa s'obre la portada d'arc de mig punt i diverses finestres cegades. El primer pis consta de diverses finestres amb llinda motllurada i el segon pis té una galeria correguda. Els diferents pisos són separats per cornises motllurades, ràfec i gàrgoles.
Conserva una petita torreta cilíndrica a l'angle. La façana posterior presenta una mènsula de grans dimensions on hi havia hagut una gran balconada.

## Història
Originàriament devia ser seu de la Comenda dels Hospitalers depenent de la castellania d'Amposta.
En l'actualitat és la «Casa Membrado», una residència privada en molt bon estat de conservació, tot i que l'interior s'ha anat adaptant a les necessitats dels propietaris.
Sobre la porta d'entrada es conserva un escut de Navarra.